# État de Pataudi
1806–1948
Entités précédentes :
- Raj britannique

Entités suivantes :
- Inde

L'État de Pataudi est un ancien État princier des Indes, autour de la ville de Pataudi.

## Histoire
L'État de Pataudi fut fondé en 1806 par le guerrier pachtoune Fa'iz Talab Khan, et couvrait une superficie de 137 km2. Il adhéra à l'union indienne le 7 avril 1948.

## Dirigeants: Nawabs
- 1806-1829 : Faiz-Talab-Khan (†1829)
- 1829-1862 : Akbar-Ali-Khan (†1862)
- 1862-1867 : Mohammed-Ali-Taki-Khan (†1867)
- 1867-1878 : Mokhtar-Hussein-Ali-Khan (1856-1878)
- 1878-1898 : Momtaz-Hussein-Ali-Khan
- 1898-1913 : Mozaffer-Ali-Khan
- 1913-1917 : Ibrahim-Ali-Khan (†1917)
- 1917-1948 : Iftikhar-Ali-Khan (en) (1910-1952)

Le  joueur de cricket Mansoor Ali Khan Pataudi a possédé le titre de nawab de Pataudi, sans régner, de la mort de son père Iftikhar-Ali-Khan jusqu'à l'abolition des titres princiers en 1971.